# Elaphria clara
Elaphria clara là một loài bướm đêm trong họ Noctuidae.